# 魚沼市
魚沼市（日语：／ Uonuma shi */?）是位於日本新潟縣中越地方的城市。魚沼市於2004年11月1日由堀之内町、小出町、湯之谷村、廣神村、守門村和入廣瀨村合併而成。

## 出身人物
- 山岡莊八（作家）
- 渡邊謙（演員）

## 外部連結
- 魚沼市公所
- 魚沼学園・魚沼更生園
- e-魚沼 （页面存档备份，存于）